# Hockeria indica
Hockeria indica är en stekelart som först beskrevs av Mani 1936.  Hockeria indica ingår i släktet Hockeria och familjen bredlårsteklar. Inga underarter finns listade i Catalogue of Life.